# 네이버 최강자전
네이버 최강자전은 네이버에서 주최하고 있는 2012년부터 시작된 웹툰 공모전이다. 과거의 이름은 대학만화 최강자전으로, 전국의 대학교 만화창작과/애니메이션학과/2D(3D)영상그래픽 학과도 포함한 만화학과 학생과 교수가 한팀이 되어 독자들의 투표를 통해 우승팀을 뽑는 대회였으나, 2017년도 대회부터는 이러한 제한이 없어지고 누구나 참여 가능해졌다. 대회 출전자들은 매체 정식 연재 경력이 없어야 한다.

## 토너먼트 진행 방식
1. 접수 작품 중 심사에 따라 예선 진출작 100작품 선정 (작품 수 변동 가능)
2. 예선 100작품 중 독자투표수가 많은 상위 32작품을 대상으로 토너먼트 진행
3. 32강 > 16강 > 8강 > 4강 > 결승 순서로 독자투표를 기준으로 한 토너먼트 대항전을 진행
4. 전 대회기간 중 작가에 대한 정보는 블라인드 처리, 독자는 투표한 후 투표 작품의 득표 수 확인 가능

## 역대 우승작
- 우승팀의 멘티(학생)는 1000만원의 상금과 네이버 정식 연재권을 얻고 멘토(교수)는 300만원의 상금을 받는다.

| 횟수 | 년도 | 우승작          | 작가            | 준우승작                        | 4강                               |
| ---- | ---- | --------------- | --------------- | ------------------------------- | --------------------------------- |
| 1    | 2012 | OH, MY GOD!     | 강지영 / 현예지 | 플로우                          | 노을과 바다 태백신화              |
| 2    | 2013 | 바로잡는 순애보 | 이채영          | 둥굴레차!                       | 아메리카노 엑소더스 저승GO        |
| 3    | 2014 | 썸남            | 배철완          | 미라클!용사님                   | 철벽!연애 시뮬레이션 고교 약장수! |
| 4    | 2015 | 제로게임        | 즐바센          | 마이너스의 손                   | 아테나 컴플렉스 요괴의 주인       |
| 5    | 2016 | DOLL 체인지!    | 늉비            | 그들에게 사면초가               | 미시령                            |
| 6    | 2017 | 늑대와 빨간모자 | 슈안            | 숙녀가 대머리이면 어떻단 말인가 | 청춘예찬 자판귀                   |
| 7    | 2018 | 칼 가는 소녀    | 오리            | 달리는 노루발처럼               | 겟백 허파                         |
| 8    | 2019 | 왕년엔 용사님   | 고샤/솔렘       | 아침을 지나 밤으로              | 오늘 죽은 너에게 오로지 오로라    |
| 9    | 2020 |                 |                 |                                 |                                   |

## 수상자 특전
- 대상 : 상금 1천만원, 네이버 웹툰 정식 연재
- 최우수상 : 상금 500만원, 네이버 웹툰 정식 연재
- 우수상 : 상금 300만원, 네이버 웹툰 정식 연재
- 장려상 : 상금 100만원, 네이버 웹툰 편집부 피드백

## 같이 보기
- 네이버 웹툰
- 다음 웹툰 공모대전